# Hernán Gaviria
Hernán Gaviria, född 27 november 1969 i Carepa i Colombia, död 24 oktober 2002, var en colombiansk fotbollsspelare.